# Spokane (langue)
Pour les articles homonymes, voir Spokane.
Le spokane (ou spokan, autonyme npoqínišcn) est une langue amérindienne de la famille des langues salish parlée aux États-Unis, dans l'Est de l'État de Washington.
Le spokane fait partie d'une chaîne de dialectes avec le kalispel et le tête-plate.

## Alphabet
| ʔ | a  | c | cʼ | č  | čʼ | e  | h  | i  | k  | kʷ  | kʼʷ | l  | lʼ  | ɬ  |
| m | mʼ | n | nʼ | o  | p  | pʼ | q  | qʼ | qʷ | qʼʷ | r   | rʼ | s   | š  |
| t | tʼ | u | w  | wʼ | x̣  | xʷ | x̣ʷ | y  | yʼ | ʕ   | ʕʼ  | ʕʷ | ʕʼʷ | ƛʼ |